# Diocesi di Bossa
La diocesi di Bossa (in latino Dioecesis Bossensis) è una sede soppressa e sede titolare della Chiesa cattolica.

## Storia
Bossa, nell'odierna Tunisia, è un'antica sede episcopale della provincia romana dell'Africa Proconsolare, suffraganea dell'arcidiocesi di Cartagine.
Tra i vescovi africani presenti al concilio di Costantinopoli del 553 si trova un « Cresciturus episcopus sanctae Ecclesiae catholicae civitatis Bossae provinciae Proconsularis». Mesnage è propenso ad identificare questo vescovo con uno dei vescovi di Boseta, benché le due città sembrino essere distinte.
Dal 1989 Bossa è annoverata tra le sedi vescovili titolari della Chiesa cattolica; dal 19 dicembre 2015 il vescovo titolare è Leszek Leszkiewicz, vescovo ausiliare di Tarnów.

## Cronotassi dei vescovi titolari
- José Francisco Robles Ortega (30 aprile 1991 - 15 giugno 1996 nominato vescovo di Toluca)
- John Tong Hon (13 settembre 1996 - 30 gennaio 2008 nominato vescovo coadiutore di Hong Kong)
- Valter Dario Maggi (19 febbraio 2008 - 25 marzo 2011 nominato vescovo di Ibarra)
- Hugo Alberto Torres Marín (4 maggio 2011 - 29 settembre 2015 nominato vescovo di Apartadó)
- Leszek Leszkiewicz, dal 19 dicembre 2015